# Жванецкий замок
Жва́нецкий замок — замок, расположенный на берегу Днестра между Каменцем и Хотином в селе Жванец, Каменец-Подольского района Хмельницкой области. Построен в XV веке, неоднократно перестраивался в XVI—XVII веках. Сильно разрушен в течение XX века.

## История
Первые оборонительные сооружения на месте замка заложены в XV веке. На протяжении XVI века укрепления были перестроены в пятиугольный замок. В начале XVII века они модернизируются с достройкой каменно-земляных валов вдоль стен со стороны двора. Под валом устраиваются каменные казематные помещения.
Жванецкий замок до сих пор не стал объектом основательного научного исследования.

## Строение
Лучше сохранена северная пятигранная башня. Её четыре стороны, длиной каждая 9 м, стоят на крутом склоне, пятая, длиной 7,5 м, выходит на площадку двора. Толщина стен в первом ярусе 2 м. Каждый ярус имел самостоятельные входы. Бойницы двух нижних ярусов с прямоугольными световыми отверстиями.

## Галерея

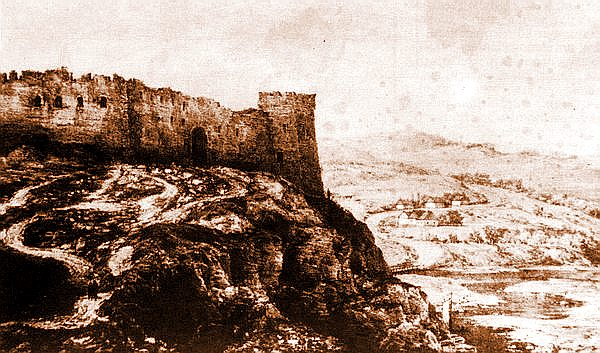
Жванецкий замок где была битва в 1653 г. Наполеон Орда. 1876
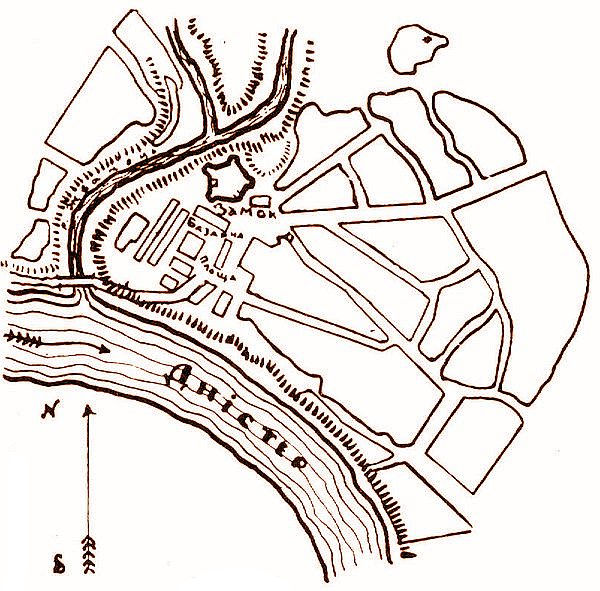
План Жванецкого замка. Наполеон Орда. 1876
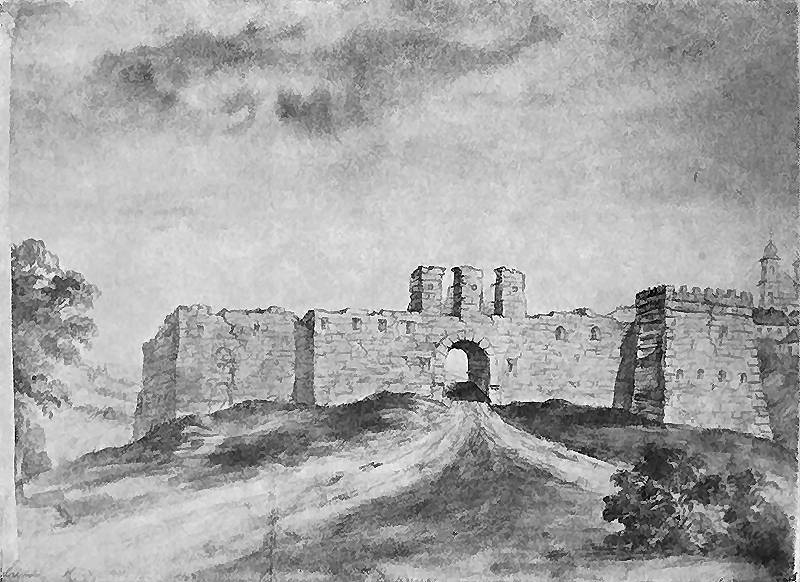
Наполеон Орда. Жванецкий замок
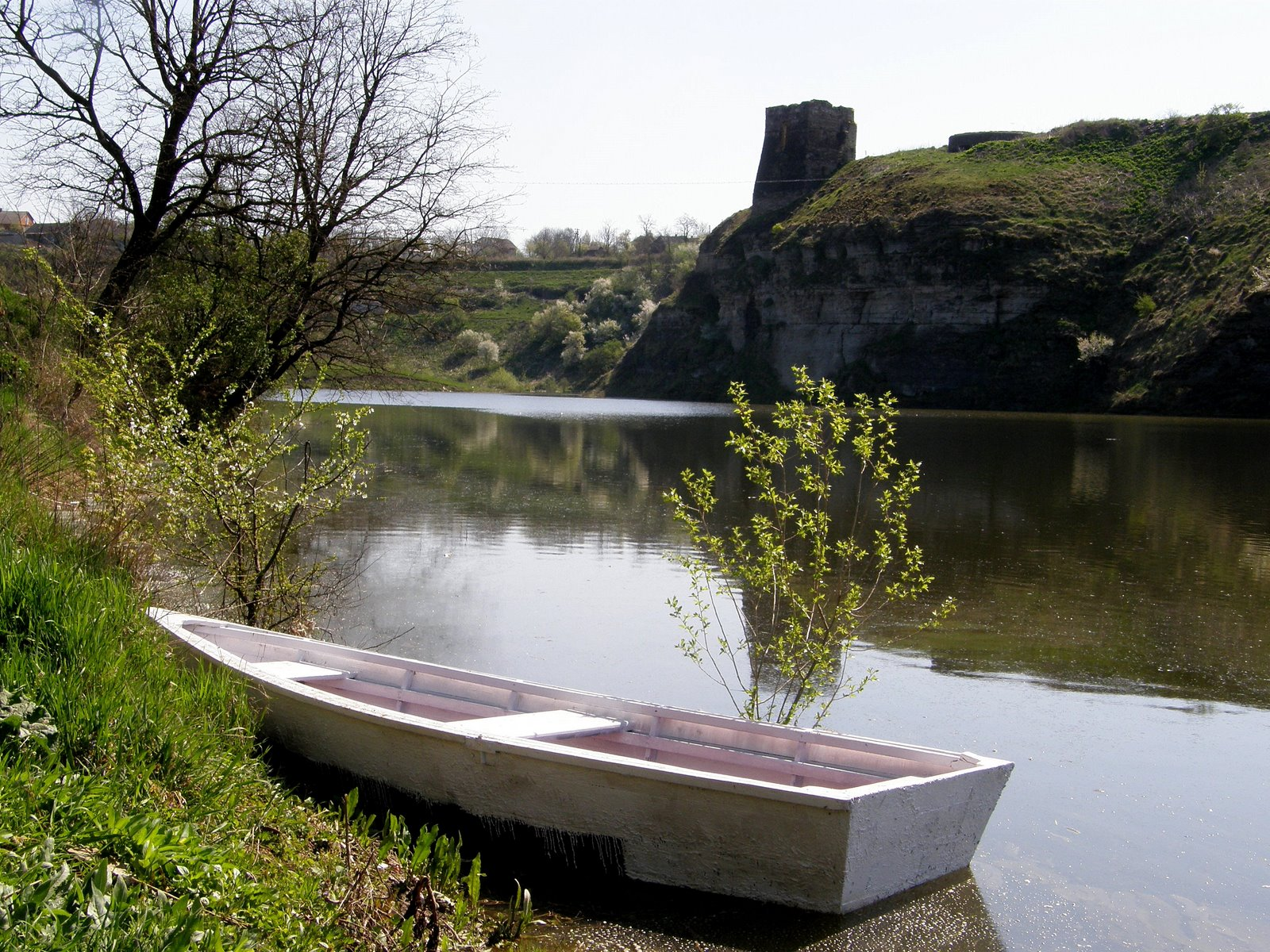
Жванецкая твердыня. Современность
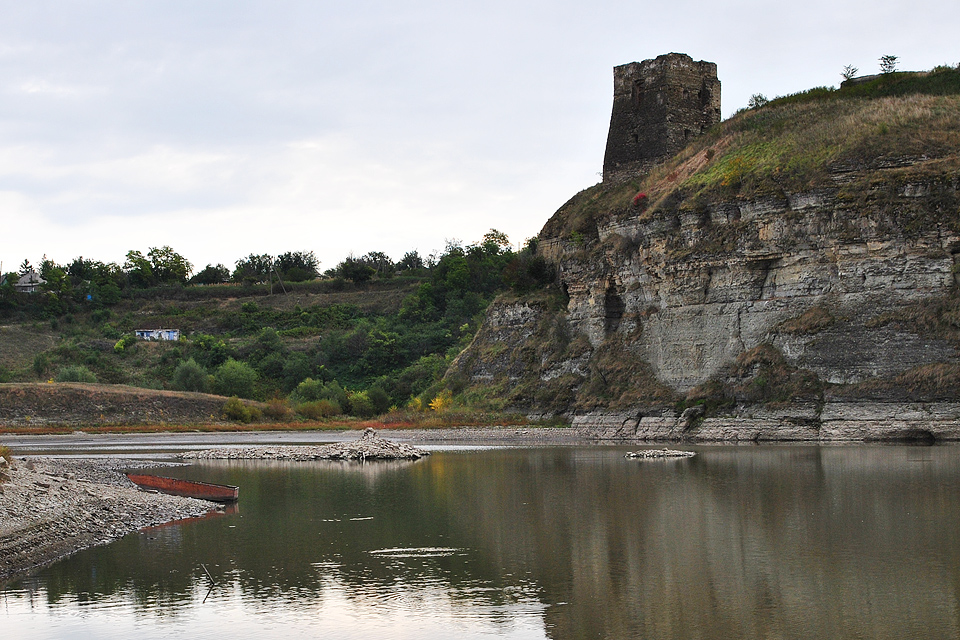
Современность